# 14. avgust
14. avgust je 226. dan leta (227. v prestopnih letih) v gregorijanskem koledarju. Ostaja še 139 dni.

## Dogodki
- 1385 – Portugalci v bitki pri Aljubarroti premagajo Kastiljce
- 1598 – Irci pod vodstvom Hugha O'Neilla v bitki pri Yellow Fordu premagajo Angleže
- 1842 – Indijanci plemena Seminole so prisiljeni oditi s Floride v Oklahomo
- 1880 – dokončana katedrala v Kölnu
- 1896 – v Jukonu najdeno zlato
- 1900 – evropsko - japonsko - ameriške sile zasedejo Peking, da bi zadušile boksarsko vstajo
- 1901 – Gustave Whitehead poleti s svojim letalom Number 21
- 1909 – v Mariboru ustanovljeno Dramatično društvo
- 1912 – ameriški marinci vdrejo v Nikaragvo
- 1914 – začne se bitka mej
- 1917 – italijanska letala bombardirajo Jesenice in Koroško Belo
- 1920 – na olimpijskih igrah v Antwerpnu prvič izobešena zastava s petimi olimpijskimi krogi
- 1935 – v ZDA sprejet zakon o socialni varnosti
- 1941:
  - sovjetske enote zapustijo Smolensk
  - objava atlantske listine
- 1942 – pričetek tretje faze roške ofenzive
- 1943 – začetek konference Quadrant
- 1945:
  - ZSSR in Ljudska republika Kitajska podpišeta pakt o prijateljstvu in zavezništvu
  - Japonska sprejme premirje
- 1947 – Indija in Pakistan postaneta neodvisni državi; v Pakistanu proslavljajo 14. avgust, v Indiji pa 15. avgust
- 1969 – britanske čete prispejo na Severno Irsko
- 1971 – Bahrain razglasi neodvisnost od Združenega kraljestva
- 1972 – 156 ljudi izgubi življenje ob strmoglavljenju vzhodnonemškega Iljušina 62 na vzhodnoberlinskem letališču
- 1980 – stavkati začnejo ladjedelničarji v Gdańsku pod vodstvom Lecha Wałęse
- 2003 – precejšen del severovzhodnih ZDA in vzhodne Kanade ostane brez električne energije
- 2018 – v Genovi se ob 11:36 zruši avtocestni viadukt Morandi, umre več kot 40 ljudi

## Rojstva
- 1297 – cesar Hanazono, 95. japonski cesar († 1348)
- 1337 – Robert III., škotski kralj († 1406)
- 1489 – Francesco Ferruccio, florentinski (italijanski) vojaški voditelj († 1530)
- 1502 – Pieter van Aelst, flamski slikar († 1550)
- 1688 – Friderik Viljem I., pruski kralj († 1740)
- 1740 – Pij VII., papež italijanskega rodu († 1823)
- 1772 – Ram Mohan Roy, indijski (bengalski) hindujski družbeni reformator in ustanovitelj gibanja Brahmo Samadž († 1833)
- 1777 – Hans Christian Ørsted, danski fizik, kemik († 1851)
- 1802 – Letitia Elizabeth Landon, angleška pesnica, pisateljica († 1838)
- 1802 – Fabio Maria Asquini, italijanski kardinal († 1878)
- 1818 – François Joinville, francoski admiral († 1900)
- 1842 – Jean Gaston Darboux, francoski matematik († 1917)
- 1863 – Ernest Lawrence Thayer, ameriški pisatelj, pesnik († 1940)
- 1867 – John Galsworthy, angleški pisatelj, dramatik, nobelovec 1932 († 1933)
- 1876 – Aleksander I. Obrenović, srbski kralj († 1903)
- 1882 – Gisela Marie Augusta Richter, angleška umetnostna zgodovinarka († 1972)
- 1897 – France Pavlovec, slovenski slikar († 1959)
- 1906 – Dino Staffa, italijanski kardinal († 1977)
- 1910 – Pierre Schaeffer, francoski skladatelj († 1995)
- 1926 – Lina Wertmüller, italijanska filmska režiserka
- 1926 – René Goscinny, francoski pisatelj († 1977)
- 1926 – Agostino Cacciavillan, italijanski kardinal
- 1941 – David Van Cortland Crosby, ameriški kitarist, pevec
- 1945 – Wim Wenders, nemški filmski režiser
- 1947 – Danielle Steel, ameriška pisateljica
- 1959 – Magic Johnson, ameriški košarkar
- 1960 – Sarah Brightman, angleška sopranistka
- 1962 – Horst Bulau, kanadski smučarski skakalec
- 1965 – Emmanuelle Béart, francoska filmska igralka
- 1966 – Halle Berry, ameriška filmska igralka
- 1973 – Jay-Jay Okocha, nigerijski nogometaš
- 1983 – Mila Kunis, ukrajinsko-ameriška filmska in televizijska igralka
- 1984 – Giorgio Chiellini, italijanski nogometaš

## Smrti
- 330 pr. n. št. – Kidinu, kaldejski astronom (* okoli 400 pr. n. št.)
- 1040 – Duncan I., škotski kralj (* ok. 1001)
- 1136 – Anzelm iz Pusterle, milanski nadškof
- 1167 – Rejnald iz Dassla, kölnski nadškof, kancler Italije (* 1120)
- 1196 – Henrik IV., luksemburški grof (* 1112)
- 1297 – Friderik III., mestni grof Nürnberga (* 1220)
- 1315 – Margareta Burgundska, francoska kraljica (* 1290)
- 1319 – Valdemar Brandenburški, mejni grof Brandenburg-Stendala (* 1280)
- 1349 – Valram iz Jülicha, kölnski nadškof (* 1304)
- 1433 – Ivan I., portugalski kralj (* 1357)
- 1464 – Pij II., papež italijanskega rodu (* 1405)
- 1604 – Jusuf Ibn Mohamed Ibn Jusuf Al Fasi, maroški učitelj, mistik (* 1530 ali 1531)
- 1784 – Nathaniel Hone, irski slikar (* 1718)
- 1786 – Jožef Mrak, slovenski gradbenik, geodet (* 1709)
- 1847 – Frans Michael Franzén, švedski pesnik, knjižničar, zgodovinar, škof (* 1772)
- 1870 – David Farragut, ameriški pomorski častnik (* 1801)
- 1928 – Alfred Henschke - Klabund, nemški pisatelj, pesnik (* 1890)
- 1941 – Paul Sabatier, francoski kemik, nobelovec 1912 (* 1854)
- 1941 – Sveti Maksimilijan Kolbe, poljski redovnik minorit, duhovnik, mučenec v Auschwitzu (* 1894)
- 1951 – William Randolph Hearst, ameriški medijski mogotec (* 1863)
- 1956 – Bertolt Brecht, nemški dramatik, pesnik, gledališki režiser (* 1898)
- 1958 – Frédéric Joliot-Curie, francoski fizik (* 1900)
- 1967 – Bob Anderson, britanski avtomobilski dirkač (* 1931)
- 1968 – Augusto Álvaro da Silva, brazilski kardinal (* 1876)
- 1972 – Louis Farigoule - Jules Romains, francoski pesnik (* 1885)
- 1972 – Oscar Levant, ameriški pianist, filmski igralec (* 1906)
- 1984 – John Boynton Priestley, angleški pisatelj, dramatik (* 1894)
- 1988 – Enzo Anselmo Ferrari, italijanski izdelovalec avtomobilov (* 1898)
- 1994 – Elias Canetti, bolgarski pisatelj, nobelovec 1981 (* 1905)
- 2002 – Peter Roger Hunt, angleški filmski režiser (* 1925)
- 2004 – Czesław Miłosz, poljski pisatelj, pesnik, diplomat, nobelovec 1980 (* 1911)
- 2012 – Svetozar Gligorić, srbski šahovski velemojster, novinar in šahovski teoretik (* 1923)
- 2013 – Gia Allemand, ameriška igralka in model (* 1983)

## Prazniki in obredi
- Pakistan – dan neodvisnosti